# Theodor Rössert
Theo Rössert, eigentlich Theodor Rössert (* Anfang März 1916 in Bamberg; † 28. März 2007 in Sonthofen) war von 1970 bis 1978 Landrat des Landkreises Oberallgäu.

## Biografie
Rössert wuchs in München auf. Nach seinem Abitur diente er bei der Wehrmacht, 1941 wurde er verwundet. Rössert begann noch während der Kriegszeit ein Jurastudium, zunächst in Berlin. Nachdem die Universität im Zweiten Weltkrieg bei einem Bombenangriff zerstört worden war, wechselte er an die Universität Erlangen. Nach seinem Abschluss begann er 1948 seine Berufstätigkeit als Assessor in Sonthofen. 
Zunächst war er als Flüchtlingskommissar eingesetzt, später als Jurist im Landratsamt Sonthofen. 1970 wurde er zum Landrat des Altlandkreises Sonthofen gewählt. In seiner Amtszeit erfolgte die Zusammenlegung der beiden Altlandkreise Kempten (Allgäu) und Sonthofen zum heutigen Landkreis Oberallgäu. Nach der Gebietsreform übte er das Amt als erster Landrat des neuen Landkreises bis 1978 aus.
Rössert war Mitglied der CSU.
Er wurde mit dem Bundesverdienstkreuz am Bande und mit dem goldenen Ehrenring des Landkreises Oberallgäu geehrt.